# Lycaena cyna
Lycaena cyna är en fjärilsart som beskrevs av Edwards 1882. Lycaena cyna ingår i släktet Lycaena och familjen juvelvingar. Inga underarter finns listade i Catalogue of Life.

## Bildgalleri

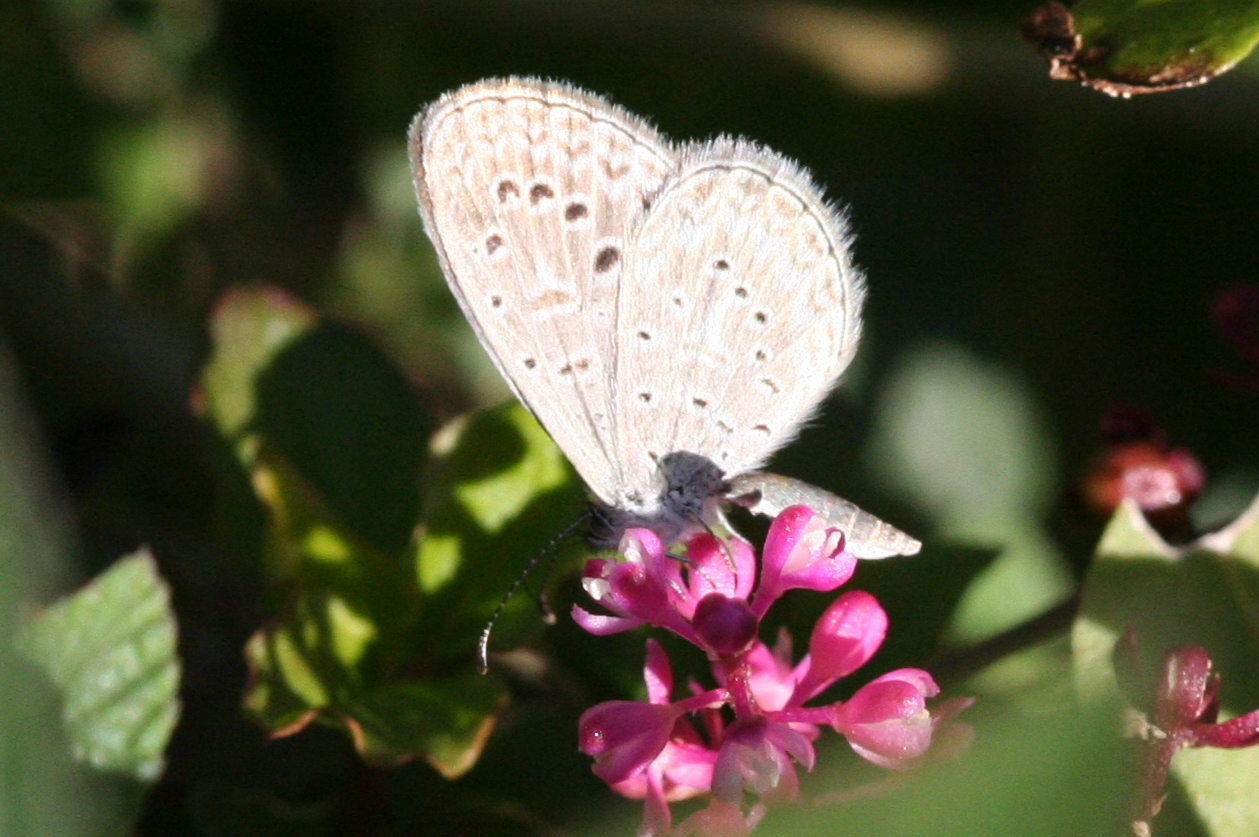